# حوزه انتخابیه یازدهم کارولینای شمالی
حوزه انتخابیه یازدهم کارولینای شمالی یک حوزه انتخابیه مجلس نمایندگان آمریکا است که در ایالت کارولینای شمالی قرار دارد.